# エールストリング敵味方識別装置

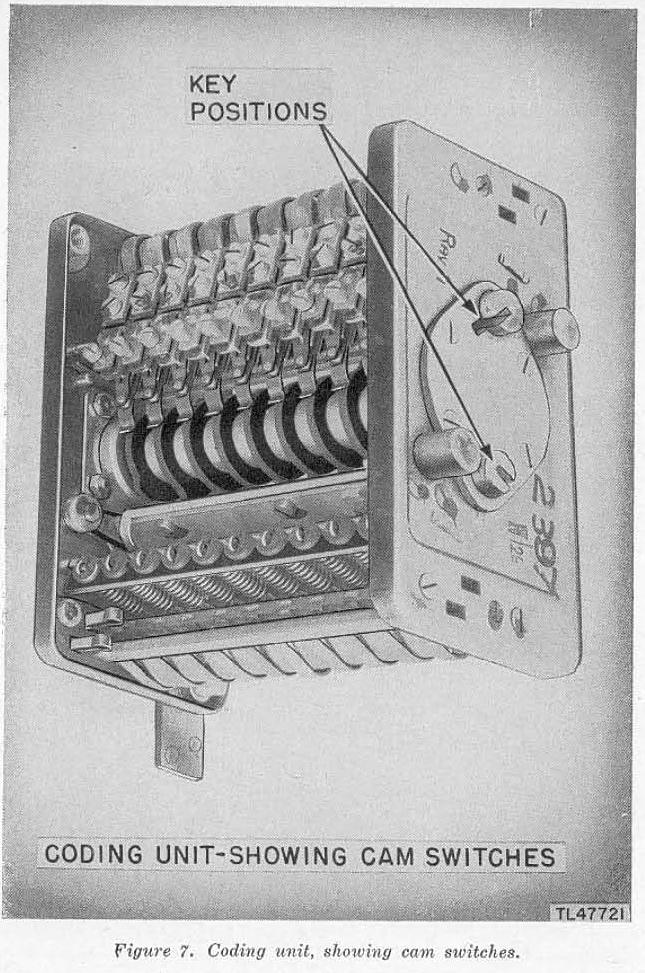
Erstling coding unit

エールストリング（FuG 25a Erstling ドイツ語で「初物」の意）は、第二次世界大戦期のドイツ空軍の航空機に搭載された敵味方識別装置である。GEMA社（Gesellschaft für elektroakustische und mechanische Apparate）により開発されたこの装置は、ドイツのレーダー基地が敵味方の識別を可能なように1941年からドイツ軍機に搭載され、フライヤやヴュルツブルクといったレーダー装置から発せられるインパルス信号を受けて事前に決められた信号を返した。後にFuG 25aはEGON夜間戦闘機誘導方式の核となる装置となった。

## 運用
エールストリング敵味方識別装置は、地上レーダー基地からのパルス信号の反復周波数を3,750 Hzから5,000 Hzに切り替えることで起動された。機上搭載装置は事前に決められた156 MHzのモールス信号の送信でこれに応答した。暗号装置は、2つの10ビット式コードキーをモーター駆動のカムで切り替えて暗号化を行う方式であった。
ヴュルツブルク基地の方にはコードネーム「Q-Gerät」（クー・ゲラート、「Q」："Kuh"（クー）, ドイツ語で「牛」の意）と名付けられた問い合わせ信号送信装置と「ゲムゼ」（"Gemse" ドイツ語で「シャモア」の意）と呼ばれる敵味方識別信号受信装置といった付属装置が必要であった。

## 対抗策
1944年夏にイギリス空軍のデ・ハビランド モスキートが初めてFuG 25aを起動することができる「パーフェクトス」（"Perfectos"）装置を搭載した。これによりイギリス機側はエールストリング搭載機を探知することができた。ドイツの夜間戦闘機搭乗員がこの対抗策に対抗するためにエールストリングの作動を停止するという措置をとったため、エールストリングの使用は激減した。

## 技術諸元
- 受信波: 125 MHz（フライヤ）と550-580 MHz（ヴュルツブルク）
- 感度: 2 mV
- 送信波: 156 MHz
- 出力: 0.2 Watt
- 起動: Radar pulses at 5000 Hz
- 暗号化: 2x10 bit
- 有効距離 40 km (FuG 25)と270 km (FuG 25a)

|            | FuG 25             | FuG 25a                                     |
| ---------- | ------------------ | ------------------------------------------- |
| 受信周波数 | 560 MHz            | 125 ±8 MHz                                  |
| 送信周波数 | 156 MHz            | 156 MHz                                     |
| 送信出力   | 不明               | 400 W (PEP)                                 |
| 電流       | 4 A DC             | 4 A DC                                      |
| 供給電源   | 24 V DC            | 24 V DC                                     |
| 重量       | 11 kg              | 17 kg                                       |
| 真空管     | 6xRV12P2000, 1xLD1 | 7xRV12P2000, 1xRG12D60, 2xLD1, 1xLS50.      |
| 有効距離   | 72 km (40 miles)   | 視認距離の大よそ80% 最大 270 km (150 miles) |

## 保安措置
ドイツ空軍は「エールストリング」の様な保安重要機器の取り付けには鹵獲されることを回避するため破壊できるように小型の爆発物を用いたことで知られる。搭乗員が機体を離れる安全距離の最短時間で信管は作動した。